# جائزة إدغار
جائزة إدغار ألان بو، المعروفة باسم إدغار ، تمنح سنويا من قبل منظمة كُتاب أدب الغموض في أمريكا،  ومقرها في مدينة نيويورك .  سميت الجائزة نسبة إلى الكاتب الأمريكي إدغار ألان بو (1809-1849)، وهو أحد رواد هذا النوع من الأدب، تكرم الجائزة الأفضل في أعمال أدب الغموض الخيالي، وغير خيالي ، وفي التلفزيون ، السينما ، و المسرح والتي تم نشرها أو أنتاجها خلال العام السابق.

## التصنيفات
- أفضل رواية (منذ 1954)
- أفضل رواية أولى لمؤلف أمريكي (منذ عام 1946)
- أفضل غلاف (منذ 1970)
- أفضل قصة قصيرة (منذ 1951)
- أفضل جريمة واقعية (منذ 1948)
- أفضل عمل نقدي / سيرة ذاتية (منذ 1977)
- أفضل عمل للشباب (منذ 1989)
- أفضل عمل للصغار (منذ 1961)
- أفضل حلقة في مسلسل تلفزيوني (1952-2012)
- أفضل فيلم أو مسلسل قصير (منذ عام 1972)
- أفضل سيناريو لفيلم (1946–2009)
- أفضل مسرحية (منذ 1950 ، غير منتظمة)
- جائزة خاصة (منذ عام 1949 ، غير منتظمة)
- جائزة روبرت ل.فيش التذكارية لأول قصة قصيرة غامضة (منذ 1984)
- جائزة رافين (منذ 1953)
- جائزة جراند ماستر (منذ 1955)
- جائزة إليري كوين (منذ 1983)
- جائزة ماري هيجينز كلارك (منذ عام 2001)
- أفضل دراما إذاعية (1946-1960)
- أفضل نقد لعمل غامض (1946-1967)
- أفضل فيلم أجنبي (1949-1966)
- أفضل غطاء كتاب (1955-1975)

## روابط خارجية
- جائزة إدغار على موقع IMDb (الإنجليزية)

- كتاب الغموض في أمريكا
- الموقع الرسمي لجوائز إدغار
- جوائز إدغار ألان بو في IMDb